# نينا مغربي
أمينة مغربي (3 فبراير 1994 -)، ممثلة وإعلامية مغربية حاصلة على الجنسية الإنجليزية هي من مواليد مدينة مكناس المغرب وهي شقيقة الفنانة ميساء مغربي

## حياتها
ممثلة اشتهرت بأعمالها في مصر، ولدت في مدينة مكناس بالمغرب وتحمل الجنسية الانجليزية. عرفت من خلال مشاركتها كبطلة مسلسل كريمة وهو أول تعاون مغربي إماراتي مشترك مقتبس عن رواية كريمة للدكتور مانع العتيبة والمخرج الأردني إياد الخزوز. وأول ظهور لها في الدراما المصرية في القاهرة كان في مسلسل نسر الصعيد حيث لفتت أنظار الجمهور العربي باتقانها للهجة المصرية، وتوالت بعد ذالك أعمالها لنراها في أدوار متنوعة ومشاركة لألمع نجوم الدراما المصرية.
ومن أشهر أعمالها مسلسل الكتيبة ١٠١ ومسلسل ليالينا 80 للمخرج أحمد صالح وبطولة نخبة من نجوم الدراما العربية ومسلسل بابلو وفيلم ال200 جنيه.
الممثلة "نينا مغربي" حاصلة على درجة الماجستير التنفيذي في إدارة الأعمال من كلية امبريال كوليدج في لندن، ودرجة بكالوريوس العلوم في هندسة الحاسوب من كلية ريتشموند، ودبلوم التمثيل والتقديم التلفزيوني من أكاديمية لندن للسينما والتلفزيون.

## الأعمال
| السنة | نوع العرض | أسم العرض         | الدور        |
| ----- | --------- | ----------------- | ------------ |
| 2011  | مسلسل     | كريمة             | كريمة        |
| 2017  | مسلسل     | أصعب قرار         |              |
| 2018  | مسلسل     | أمر واقع          |              |
| 2018  | مسلسل     | نسر الصعيد        | صبا          |
| 2019  | مسلسل     | بدل الحدوتة تلاتة | دعاء المظلوم |
| 2020  | مسلسل     | ليالينا 80        | نهلة         |
| 2020  | مسلسل     | ونحب تاني ليه     | سارة         |
| 2021  | فيلم      | 200 جنيه          | ليلي         |
| 2022  | مسلسل     | شغل في العالي     | دنيا         |
| 2022  | مسلسل     | بابلو             | صافي مختار   |
| 2023  | مسلسل     | الكتيبة 101       | إيمي         |